# دنیل دلورم
دنیل دلورم (فرانسوی: Danièle Delorme‎؛ ۹ اکتبر ۱۹۲۶ – ۱۷ اکتبر ۲۰۱۵) یک هنرپیشه و تهیه‌کننده اهل فرانسه بود. 
از فیلم‌ها یا برنامه‌های تلویزیونی که وی در آنها نقش داشته‌است می‌توان به دسته جدا افتاده‌ها، بدون گذاشتن نشانی، مؤسسه ریکوردی، بینوایان و شفق اشاره کرد.